# Stazione di Kita-Komatsu
La stazione di Kita-Komatsu (北小松駅?, Kita-Komatsu-eki) è una stazione ferroviaria della città di Ōtsu, nella prefettura di Shiga in Giappone. La stazione è gestita dalla JR West e serve la linea Kosei sulla sponda occidentale del lago Biwa. Provenendo da Ōtsu, questa è l'ultima stazione presente in territorio comunale.

## Linee
JR West
■ Linea Kosei

## Struttura
La stazione è costituita da due marciapiedi laterali con 2 binari su viadotto. 
Per quanto riguarda il traffico, per tutto il giorno alla stazione fermano circa 4 treni all'ora con rinforzi alle ore di punta.
| 1 | ■ Linea Kosei | per Ōmi-Takashima, Ōmi-Imazu e Tsuruga |
| 2 | ■ Linea Kosei | per Yamashina, Kyoto e Ōsaka           |

## Stazioni adiacenti
| «           | Servizio      | »             |
| Linea Kosei | Linea Kosei   | Linea Kosei   |
| ----------- | ------------- | ------------- |
| Ōmi-Maiko   | Tutti i treni | Ōmi-Takashima |